# Молоді монархи
Молоді монархи (англ. Young Royals) —  шведський підлітковий драматичний телевізійний серіал, дія якого відбувається у вигаданій елітній школі-інтернаті Гіллерська. Сюжет розгортається довкола таємних романтичних стосунків юного шведського принца Вільгельма і його однокурсника Сімона. Серіал створили Ліза Амбьорн, Ларс Бекунг та Камілла Голтер.

## Сюжет

### Сезон 1
Після бійки в клубі, принц Вільгельм, другий син шведської королеви Крістіни, вирушає в елітну школу-інтернат Гіллерська, розташовану неподалік від міста Б’єрстад, де навчався його старший брат кронпринц Ерік. Третьокурсник Авґуст, кузен принців, береться стежити за Вільгельмом.
Серед учнів класу Вільгельма є представники нової знаті, як-от Феліс, сини заможних шведських землевласників – Нільс, Александр і Генрі, і студенти середніх статків, які до еліти не належать. Місцеві жителі Б’єрстада Сімон та його сестра Сара, діти робітничого класу матері-одиначки з Латинської Америки іммігрантки Лінди, не є резидентами інтернату, тому щодня їздять до школи автобусом. Попри початкове небажання вчитися у Гіллерській, Вільгельм звикає до нового оточення і насолоджується шкільним життям. З ініціативи Авґуста, принц долучається до «таємного товариства» заможних спадкоємців та шкільної команди з веслування.
Феліс, яка знайома з Вільгельмом ще з дитячого садку, намагається зав'язати з принцом романтичні стосунки, але невдало: хлопець бачить у ній лише подругу і, після урочистого шкільного обіду з батьками, не відповідає на її поцілунок взаємністю. Натомість Вільгельм закохується в Сімона – соліста шкільного хору, який до знаті не належить. Разом хлопці відвідують футбольний матч Рош та їздять на мотоциклах уночі. Сара, яка страждає на синдром Аспергера та СПАУ, невдовзі глибше товаришує з Феліс, за чиїм конем Руссо вона доглядає у шкільній стайні. Феліс не любить їздити верхи, тому робить це лише на догоду своїй матері Смізан.
Наприкінці третьої серії принц Ерік гине в автокатастрофі, і Вільгельм опиняється першим у черзі на престол. За порадою батька, хлопець повертається до навчання у Гіллерській, але дуже важко переживає втрату брата і несподіваний новий титул. Одного разу вночі Авґуст таємно знімає інтимне відео Сімона та Вільгельма. Після довгих вагань, кузен принца анонімно публікує скандальне відео, ображений, що Вільгельм випадково розкривав їхньому «таємному товариству» банкрутство Авґуста. Як виявилося, родина хлопця більше не володіє великими фінансовими активами, а тільки землею і маєтком. Матір Авґуста радить йому продати щось із коштовної колекції будинку, але третьокурсник відмовляється, бо продавши власність не зможе більше належати до «товариства». Зрештою, таємно від Авґуста, Вільгельм просить матір-королеву залагодити фінансове питання Авґуста. Новини про інтимне відео принца й оплачене навчання Авґуста оприлюднюються практично одночасно – у день святкування Люсії.
Вибухає міжнародний скандал, і королева Крістіна змушує Вільгельма заперечити, що це він на відео. Вільгельм, після довгих вмовлянь, поступається матері, чим завдає болю Сімону, який думав, що Вільгельм приймає їхню любов. Наступного дня після телевізійного інтерв'ю, Вільгельм рушає до Сімона додому і просить вибачення, кажучи, що вони все ще можуть бути парою, якщо їх не бачитимуть разом. Сімон відмовляється бути його «таємницею», і вони розлучаються.
Кінцева сцена – під час шкільної різдвяної церемонії Сімон керує хором. Вільгельм уважно слухає його виступ, як за їхньої першої зустрічі, але цього разу зі смутком в очах. Після церемонії, на подвір'ї, кронпринц підходить до Сімона, обіймає його і зізнається у коханні. Сімон вітає його з Різдвом.

### Сезон 2
Після різдвяних канікул принц Вільгельм повертається назад до "Гіллерська". Він ненавидить Августа, бо той злив у мережу відео, на якому Вільгельм та Сімон кохаються, тим самим зіпсувавши його особисте життя. Тому принц всіляко принижує Августа перед іншими, зробивши так, щоб інші хлопці змістили його з посади старости.
Вільгельм намагається повернути довіру Сімона, в якого він досі закоханий. Але той досі на нього злиться через те, що принц публічно не зізнався про те відео. Сімон починає зустрічатися з Маркусом - хлопцем, який працює в школі. Віллі через це дуже страждає, проводить багато часу з Феліс, яка після канікул стала його найкращою подругою.
Через ці проблеми, кронпринц бунтує, намагаючись домогтися від матері дозволу на стосунки з Сімоном та на особисте життя взагалі. Та його не слухає та хоче забрати його зі школи через погрози монархії, пославши до "Гіллерська" Яна-Олофа, але в них все ж таки вийшло дійти компромісу: Віллі йде до психолога, проголошує вимову на дні святкування 120-річчя школи, а та у свою чергу прибирає особисту охорону принца, залишає його в школі та дозволяє йому обирати, з ким зустрічатись, після повноліття.
Але за спиною у Вільгельма королівський двір ставить Августа як запасний варіант для наслідування корони, якщо перший не справиться з обов'язками кронпринца. Тоді ж Август заводить роман з Сарою, сестрою Сімона.
Тим часом Сімон намагається порвати з Маркусом, але в нього не виходить. Сімон бреше принцу, що у нього з Маркусом нічого немає, але після змагань Віллі бачить, як вони цілуються. Тоді ж принц у розпачі цілується з Феліс, це бачить його однокласник та розповідає всім. Вся школа гуде тільки про це. Сімон хоче помститись, тому на шкільний бал він приходять разом зі своїм хлопцем. Вільгельм намагається забути свого коханого, але там же на балу вони й цілуються, таємно від усіх.
На репетиції свята Ян-Олоф забороняє хору виконувати пісню, яку написав Сімон про Вілла та в якій він виконує соло. Через це Сімон стає ще більш засмученим.
Потім Сімон дізнається від принца, що відео злив Август, та тепер хоче, піти в поліцію. Принц намагається відмовити його, сказавши що якщо Август стане кронпринцом, то вони нарешті зможуть бути разом. Але Сімон все ж вирішив йти. Про це дізналась Сара та розказала про все своєму коханому. Той придумав план, як спихнути всю вину на Александра. Вільгельм про це дізнався та відмовив Сімона писати заяву. Всі дізнались, що то Сара розповіла все Августу. З нею припиняє спілкуватися її брат та найкраща подруга Феліс. Сімон остаточно розриває відносини з Маркусом та знаходиться в постійних роздумах щодо Вільгельма.
Настав день святкування 120-ї річниці школи. До "Гіллерська" приїхала королева. Незадовго до урочистої частини, Сімон та Вільгельм відходять від усіх та перший каже, що хоче бути з Віллі, незважаючи ні на що, та освідчується йому в коханні. Безпосередньо на урочистій частині, принцу стає погано, тому Ян-Олоф відправляє Августа, щоб той сказав свої слова замість Вільгельма. Проте кронпринц йде сам. Вільгельм вирішує трохи відкоригувати свою промову, сказавши, що він хоче, щоб школа та монархія не лише всліпу передавали традиції з покоління в покоління, а й розвивалася. Розповідає про брехню та прикривання своїх в королівській сім'ї. Не очікувано для всіх той зізнається про свою участь у тому скандальному відео з Сімоном. Сара дзвонить у поліцію, щоб повідомити про злочин.

### Сезон 3
Поки Гіллерська стикається з найгіршою кризою в історії школи, Вільгельм і Саймон стикаються з жахливими викриттями та приймають остаточні рішення.

## Акторський склад і персонажі

### Головний склад
| Актор            | Роль                                                            | Опис |
| ---------------- | --------------------------------------------------------------- | --- |
| Едвін Райдінґ    | шведський принц Вільгельм, однокурсники називають його «Віллем» | сором'язливий підліток, страждає від тривожності.                                                                             |
| Омар Рудберг     | Сімон Ерікссон                                                  | брат Сари, любовний інтерес Вільгельма; головний соліст у хорі Гіллерської, студент-стипендіат, нерезидент;                   |
| Мальте Ґордінгер | Авґуст з Орнеса                                                 | троюрідний брат Вільгельма та Еріка, студент третього курсу, префект і капітан команди з веслування                           |
| Фріда Ардженто   | Сара Ерікссон                                                   | сестра Сімона, студентка Гіллерської; має соціальні труднощі через синдром Аспергера та синдром порушення активності та уваги |
| Нікіта Уггла     | Феліс Еренкрона                                                 | студентка інтернату та представниця «сучасної знаті»                                                                          |

### Другорядний склад
| Актор               | Роль                        | Опис                                             |
| ------------------- | --------------------------- | ------------------------------------------------ |
| Інті Замора Собрадо | Аюб                         | друг Сімона з Б'єрстада                          |
| Бері Гервайз        | Рош                         | подруга Сімона з Б'єрстада                       |
| Пернілла Аугуст     | королева Швеції Крістіна    | панівна королева Швеції, мати Вільгельма й Еріка |
| Івар Форслінг       | кронпринц Ерік              | Кронпринц Швеції та старший брат Вільгельма      |
| Кармен Глорія Перес | Лінда, мати Сімона і Сари   |                                                  |
| Леонард Терфелт     | Мікка, батько Сімона і Сари |                                                  |
| Інгела Олссон       | міс Анетт Ліля              | директорка Гіллерської                           |
| Наталі Варлі        | Медісон Маккой              | подруга Феліс, іноземна студентка в Гіллерській  |
| Феліція Труедссон   | Стелла                      | подруга Феліс і студентка Гіллерської            |
| Міммі Сіон          | Фредріка                    | подруга Феліс і студентка Гіллерської            |
| Нільс Веттерхольм   | Вінсент                     | друг Авґуста і студент Гіллерської               |
| Семюель Астор       | Нільс                       | друг Авґуста і студент Гіллерської               |
| Фабіан Пендже       | Генрі                       | друг Вільгельма і студент Гіллерської            |
| Уно Елгер           | Вальтер                     | друг Вільгельма і студент Гіллерської            |
| Сяо-Лун Ратьже Чжао | Александр                   | друг Вільгельма і студент Гіллерської            |

## Український дубляж
Серіал дубльовано студією «Postmodern» на замовлення компанії «Netflix» у 2021 році.
- Режисер дубляжу — Світлана Шекера
- Звукооператор — Геннадій Алексєєв
- Спеціаліст зі зведення звуку — Віталій Ящук
- Перекладач — Надія Сисюк
- Менеджер проєкту — Олександра Небогатикова

### Акторський склад
- Андрій Соболєв — Вільгельм
- Руслан Драпалюк — Сімон
- В'ячеслав Хостікоєв — Авґуст
- Єлизавета Зіновенко — Сара
- Вікторія Левченко — Феліс
- Володимир Канівець — Ерік
- Євгеній Лісничий — Аюб
- Павло Лі — Нільс
- В'ячеслав Скорик — Вінсент
- Світлана Шекера — Лінда, Генрі
- Наталія Романько-Кисельова — Смісан
- Євген Пашин — Борис
- Еліна Сукач — Рош
- Владислав Оніщенко — Александер
- Ольга Радчук — Аннет
- Олена Узлюк — королева Крістіна
- а також: Катерина Башкіна-Зленко, Кристина Вижу, Оксана Гринько, В'ячеслав Дудко, Сергій Кияшко, Дмитро Шапкін, Олександр Чернов.

## Список епізодів
| Сезон | Епізоди | Епізоди | Оригінальний випуск | Оригінальний випуск |
| ----- | ------- | ------- | ------------------- | ------------------- |
| 1     | 6       | 6       | 1 липня 2021        | 1 липня 2021        |
| 2     | 6       | 6       | 1 листопада 2022    | 1 листопада 2022    |
| 3     | 6       | 5       | 11 березня 2024     | 11 березня 2024     |
| 3     | 6       | 1       | 18 березня 2024     | 18 березня 2024     |

### 1 сезон (2021)
| № серії (загалом) | № серії (в сезоні) | Назва серії | Режисер(и)     | Сценарист(и)                             | Оригінальна дата виходу |
| --- | ------------------ | ----------- | -------------- | ---------------------------------------- | ----------------------- |
| 1 | 1                  | «Епізод 1»  | Ройда Секерсез | Ліза Амбьорн                             | 1 липня 2021            |
| Після скандалу у клубі, принц Вільгельм вступає до нової школи-інтернату Гіллерська. Його двоюрідний брат Авґуст планує вечірку на його честь.                 |                    |             |                |                                          |                         |
| 2 | 2                  | «Епізод 2»  | Ройда Секерсез | Ліза Амбьорн, Софі Форсман, Туве Форсман | 1 липня 2021            |
| Сімон та Вільгельм проводять час поза школою. Щоб роздобути ліки від СДВГ, Авґуст відчайдушно намагається отримати діагноз. Починаються змагання з веслування. |                    |             |                |                                          |                         |
| 3 | 3                  | «Епізод 3»  | Ройда Секерсез | Ліза Амбьорн,                            | 1 липня 2021            |
| У Гіллерській настає День батьків, а Вільгельма, Авґуста, Феліс та Сімона чекають сюрпризи, розчарування та багато іншого.                                     |                    |             |                |                                          |                         |
| 4 | 4                  | «Епізод 4»  | Ройда Секерсез | Ліза Амбьорн, Пія Градвалль              | 1 липня 2021            |
| Вільгельм тяжко переживає втрату члена сім'ї і думає про те, яке майбутнє на нього тепер чекає. Сімон тисне на Авґуста, щоб той повернув йому борг.            |                    |             |                |                                          |                         |
| 5 | 5                  | «Епізод 5»  | Ройда Секерсез | Ліза Амбьорн, Софі Форсман, Туве Форсман | 1 липня 2021            |
| Авґуст та Вільгельм сперечаються про те, як вийти із ситуації з порушенням порядку у школі. Сара весело проводить час із Феліс та її друзями.                  |                    |             |                |                                          |                         |
| 6 | 6                  | «Епізод 6»  | Ройда Секерсез | Ліза Амбьорн                             | 1 липня 2021            |
| Інтимне відео потрапляє до мережі. Вільгельм не може вирішити, що робити. Симон стримує тиск преси. Феліс дізнається про щось важливе.                         |                    |             |                |                                          |                         |

### 2 сезон (2022)
| № серії (загалом) | № серії (в сезоні) | Назва серії | Режисер(и)     | Сценарист(и)   | Оригінальна дата виходу |
| --- | ------------------ | ----------- | -------------- | -------------- | ----------------------- |
| 7 | 1                  | «Епізод 1»  | Буде визначено | Буде визначено | 1 листопада 2022        |
| Починається новий семестр у Гіллерска. Вільгельм і Авґуст досі ворогують. Сара нарешті отримує можливість пожити в університетському містечку.                    |                    |             |                |                |                         |
| 8 | 2                  | «Епізод 2»  | Буде визначено | Буде визначено | 1 листопада 2022        |
| Під час обговорення серйозних наслідків свого бунту Вільгельм висуває королеві ультиматум. Святкування дня народження нагадує Сарі про її статус.                 |                    |             |                |                |                         |
| 9 | 3                  | «Епізод 3»  | Буде визначено | Буде визначено | 1 листопада 2022        |
| Змагання стає напруженішим через несподіваного гостя Сімона. Королева викликає Авґуста на розмову, під час якої той тривожиться щодо свого майбутнього.           |                    |             |                |                |                         |
| 10 | 4                  | «Епізод 4»  | Буде визначено | Буде визначено | 1 листопада 2022        |
| Поширюються чутки про дівчину в кімнаті Вельгельма. Інтрижка Сари може скоро припинитися. Дівчата протестують проти застарілих традицій до Дня святого Валентина. |                    |             |                |                |                         |
| 11 | 5                  | «Епізод 5»  | Буде визначено | Буде визначено | 1 листопада 2022        |
| Неочікувані зміни в ювілейному виступі хору розчаровують Сімона. Вільгельм усвідомлює дещо важливе під час терапевтичного сеансу.                                 |                    |             |                |                |                         |
| 12 | 6                  | «Епізод 6»  | Буде визначено | Буде визначено | 1 листопада 2022        |
| Несподіваний зловмисник псує план Саймона та розкриває секрети. Наближається час доленосної промови Вільгельма. Чи вдасться йому проявити себе?                   |                    |             |                |                |                         |

### 3 сезон (2024)
| № серії (загалом) | № серії (в сезоні) | Назва серії | Режисер(и)     | Сценарист(и)   | Оригінальна дата виходу |
| --- | ------------------ | ----------- | -------------- | -------------- | ----------------------- |
| 13 | 1                  | «Епізод 1»  | Буде визначено | Буде визначено | 11 березня 2024         |
| Промова Вільгельма мала наслідки не лише в королівському дворі, а й у всій школі. Принц і Саймон налаштовані насолоджуватися своїми стосунками.                                           |                    |             |                |                |                         |
| 14 | 2                  | «Епізод 2»  | Буде визначено | Буде визначено | 11 березня 2024         |
| Шкільні обмеження та судова політика створюють напругу для Вільгельма та Сімона. Спроба Августа загладити свою провину залишається невизнаною. Компанія вирушає в похід.                  |                    |             |                |                |                         |
| 15 | 3                  | «Епізод 3»  | Буде визначено | Буде визначено | 11 березня 2024         |
| Вільгельм бачить трон, що маячить на горизонті. Сара роздумує над поверненням до Гіллерска. Онлайн-переслідування Саймона та вандалізм його дому.                                         |                    |             |                |                |                         |
| 16 | 4                  | «Епізод 4»  | Буде визначено | Буде визначено | 11 березня 2024         |
| Август і Вінсент організовують страйк, який викриває розбіжності між Вільгельмом і Сімоном. Феліс і Сара більше не можуть уникати одне одного.                                            |                    |             |                |                |                         |
| 17 | 5                  | «Епізод 5»  | Буде визначено | Буде визначено | 11 березня 2024         |
| Вільгельм стикається зі своїм минулим і майбутнім на пишній церемонії святкування свого дня народження. Август знаходить надію в обіймах Сари. У палаці Сімон приймає ризиковане рішення. |                    |             |                |                |                         |
| 18 | 6                  | «Епізод 6»  | Буде визначено | Буде визначено | 18 березня 2024         |
| Коли доля Гіллерської висить на волосині, Вільгельм і Саймон зважують між обов'язком і коханням, з'ясовуючи, що потрібно, аби по-справжньому слідувати за своїм серцем.                   |                    |             |                |                |                         |

## Виробництво

### Зйомка
Зйомки серіалу в основному проводилися в Kaggeholms gård, будівлі в садибному стилі в окрузі Стокгольм, яка функціонує як конференц-центр.
Сцени, які відбувалися в королівському палаці, знімалися в замку Стора Сундбю.

### Маркетинг
Офіційний тизер серіалу був опублікований 19 травня 2021 року, а офіційний трейлер —  17 червня 2021 року.
Прем’єра на Netflix відбулася 1 липня 2021 року. 
22 вересня 2021 року серіал було продовжено на другий сезон.
Другий сезон вийшов 1 листопада 2022 р.
У лютому 2022 року Netflix розпочав зйомки другого сезону.  
Зйомки другого сезону завершилися в травні 2022 року.
У грудні 2022 року серіал було продовжено на останній третій сезон.
Зйомки третього сезону почалися в квітні 2023 року і завершилися в червні 2023 року.
Третій сезон вийшов двома частинами:
- Перших 5 серій вийшли 11 березня 2024 року.
- Фінальна 6 серія ― 18 березня 2024 року.

### Кастинг
У січні 2021 року, задовго до оголошення дати виходу серіалу, стало відомо, що на головні ролі обрані Едвін Райдінґ, Пернілла Аугуст, Мальте Ґордінгер, Фріда Ардженто, Нікіта Уггла та Омар Рудберг, а для другорядних ролей запрошені Наталі Варлі, Феліція Труедссон, Міммі Сайон, Інгела Олссон, Ренні Мірро, Лівія Міллгаґен і Девід Леннеман. Райдінг зіграє принца Вільгельма, а Аугуст —  його матір, королеву Швеції Крістіну. Пізніше було оголошено, що Рудберг зіграє Сімона, коханця принца Вільгельма.

## Оцінки та відгуки
Молоді монархи отримали схвалення критиків і позитивні відгуки від аудиторії. Серіал відзначили за вірність реальному життю під час кастингу підлітків і не приховування вад шкіри. Деякі критики та глядачі прихильно порівнювали серіал із подібними шоу, такими як Еліта, Пліткарка, Корона та Сором.
Девід Опі з Digital Spy похвалив Молодих монархів за «акторів, які насправді виглядають на той вік, який вони повинні грати» і «зображають підліткове життя з такою необхідною автентичністю». Він описав серіал як «оновлену версію класичної історії Попелюшки» і зробив висновок, що серіал «найбільше підноситься [...], коли мова заходить про центральний роман між Вільгельмом і Сімоном». Телекритик Флора Карр з Radio Times у рецензії на перші два епізоди описала серіал як «передбачуваний, але щирий». Вона розкритикувала «типовий список підліткових романтичних образів» і «залежність сюжету від таких персонажів, як Авґуст», але в кінцевому підсумку дійшла до висновку, що «справжній підлітковий акторський склад також може стати ковтком свіжого повітря» для юних глядачів.